# Regione del Medio Comoé
La regione del Medio Comoé (in francese: Moyen-Comoé) era una delle 19 regioni della Costa d'Avorio. Soppressa nel 2011, si suddivideva in due dipartimenti: Abengourou e Agnibilékrou.
Prendeva il nome dal fiume Comoé.